# Lis Hartel
Lis Hartel (Copenaghen, 14 marzo 1921 – 12 febbraio 2009) è stata una cavallerizza danese, vincitrice di due medaglie d'argento olimpiche nell'equitazione nonostante un grave handicap fisico.
La poliomielite l'aveva infatti lasciata paralizzata dalle ginocchia in giù, e doveva essere aiutata a salire e scendere da cavallo.

## Biografia
Lis Hartel fu colpita dalla malattia nel 1944, nel corso della Seconda guerra mondiale. Aveva 23 anni, ed era incinta del secondo figlio. Dopo tre anni di riabilitazione (e la nascita di una bambina sana) riuscì a recuperare parte della mobilità, ma perse comunque l'uso delle gambe dal ginocchio in giù. Riprese ad andare a cavallo, e dopo qualche tempo si presentò anche alle competizioni.
Nel 1952 fu convocata per le Olimpiadi di Helsinki. Per la prima volta le donne sarebbero state ammesse a gareggiare assieme agli uomini nell'equitazione. Lis Hartel partecipò alla gara mista di dressage, e vinse la medaglia d'argento in sella a Jubilee.
Nel 1954 vinse il titolo del mondo ad Aquisgrana, in Germania.
Confermò il secondo posto anche alle successive Olimpiadi del 1956. In quell'edizione, le gare di equitazione non si svolsero assieme agli altri eventi olimpici, ospitati a Melbourne, in quanto a causa delle severe norme di quarantena all'epoca vigenti in Australia non si potevano introdurre gli animali nel paese in tempo utile: le gare si tennero quindi a Stoccolma (Svezia) nel mese di giugno.